# Accords généraux de paix de Rome
Les Accords généraux de paix de Rome, officiellement les Accords généraux de paix (portugais : Acordo Geral de Paz), est un traité de paix signé entre le gouvernement du Mozambique et la RENAMO, mettant fin à la guerre civile mozambicaine le 4 octobre 1992. Les négociations précédant l'accord ont débuté en juillet 1990. L'ensemble des documents qui composent l'accord ont été négociés par une équipe de quatre médiateurs, deux membres de la Communauté de Sant'Egidio, Andrea Riccardi et Matteo Zuppi, ainsi que l'évêque Jaime Gonçalves et le représentant du gouvernement italien Mario Raffaelli. La délégation du gouvernement mozambicain était dirigée par Armando Guebuza, futur président du Mozambique. La délégation de la RENAMO était composée de Raul Domingos, José de Castro, Vicente Ululu, Agostinho Murrial, João Almirante, José Augusto et Anselmo Victor. Les accords ont ensuite été signés par Joaquim Chissano, alors président du Mozambique, et par le chef de la RENAMO, Afonso Dhlakama.
La RENAMO a déclaré le 21 octobre 2013 qu'elle annulait l'accord de paix à la suite d'une attaque du gouvernement contre sa base,,.

## Voir également
- Guerre civile mozambicaine
- Plate-forme Sant'Egidio - une proclamation du 13 janvier 1995 d'importance pour la guerre civile algérienne.